# Pham Van Tra
Pham Van Tra (em vietnamita:  Phạm Văn Trà; Que Vo, 19 de agosto de 1935) é um general e político vietnamita que serviu como Ministro da Defesa do Vietnã de 1997 a 2006.  
Phạm Văn Trà foi anteriormente Chefe do Estado-Maior do Exército Popular do Vietnã e Vice-Ministro da Defesa (dezembro de 1995 a 1997), além de General de quatro estrelas. Ele substituiu Đoàn Khuê como Ministro da Defesa em setembro de 1997. Como Ministro da Defesa, o General Pham Van Tra, fez uma visita oficial aos Estados Unidos de 9 a 12 de novembro de 2003, a primeira de um ministro da Defesa do Vietnã desde que os dois países normalizaram os laços bilaterais em 1995.